# Tháp quan sát UFO

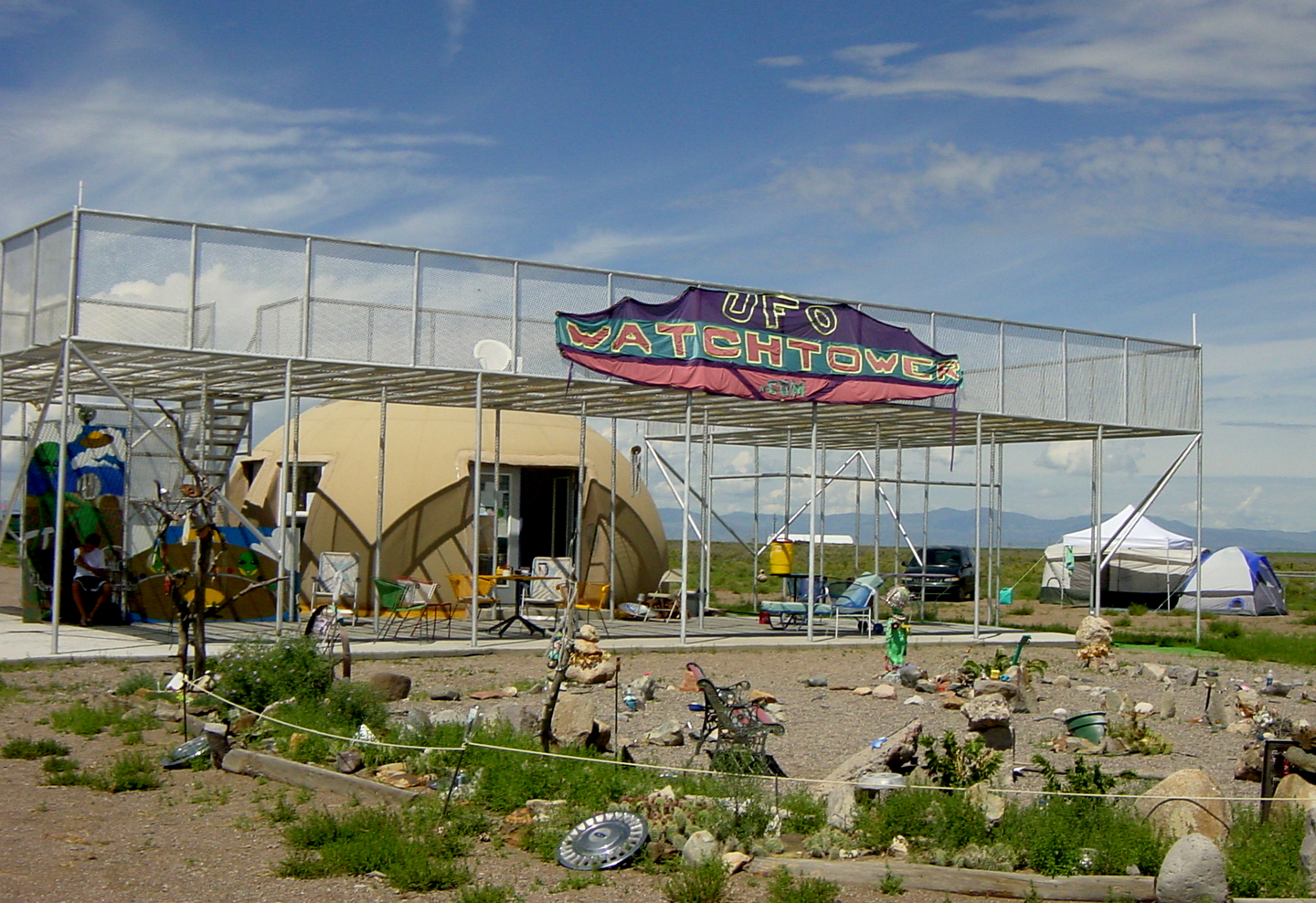
Ảnh chụp Tháp quan sát UFO

Tháp quan sát UFO (tiếng Anh: UFO Watchtower) là đài quan sát và khu cắm trại ở phía bắc Hooper, Colorado nước Mỹ. Tòa tháp này có tầm nhìn 360 độ hướng về Thung lũng San Luis do Judy Messoline tạo ra vào tháng 5 năm 2000 nhằm tận dụng việc sử dụng tài sản hiện có của các nhà quan sát UFO.
Từng có những bộ phim truyền hình tài liệu và một vài cuốn sách nói về những lần nhìn thấy UFO trong khu vực. Kể từ khi thành lập cho đến nay, địa điểm này đều được giới truyền thông Mỹ và quốc tế đưa tin rộng rãi.